# Max Babler
Max Babler (* 30. Juli 1990 in Linz) ist ein österreichischer Fußballspieler und -trainer.

## Karriere

### Als Spieler
Babler begann seine Karriere bei der Union Neumarkt/Mühlkreis. Zur Saison 2004/05 kam er in die AKA Linz. 2009 wechselte er zu den Amateuren des LASK in die OÖ Liga. Zur Saison 2010/11 wechselte er in die Regionalliga Mitte zum FC Blau-Weiß Linz. Mit BW Linz konnte er in jener Saison in den Profifußball aufsteigen. In der Zweitklassigkeit kam er aufgrund einer Verletzung jedoch zu keinem Einsatz. Im Jänner 2012 wurde er für ein halbes Jahr an den Regionalligisten Union St. Florian verliehen. Von St. Florian wurde er im Sommer 2012 auch fest verpflichtet. Zur Saison 2013/14 kehrte er zu BW Linz zurück, das inzwischen in die Regionalliga abgestiegen war. Nach jener Saison beendete er aufgrund mehrerer Kreuzbandrisse seine Karriere.
Drei Jahre nach dem Ende seiner aktiven Laufbahn kam Babler als Co-Trainer von Blau-Weiß Linz schließlich doch noch zu einem Einsatz als Spieler in der zweiten Liga: Am 26. Mai 2017 wurde er gegen den FC Liefering in der Nachspielzeit für Markus Blutsch eingewechselt. Hintergrund war die stark angespannte personelle Situation mit vielen verletzten bzw. gesperrten Spielern in dieser Partie, so dass Co-Trainer Babler als Ersatzspieler aufgeboten wurde.
In der Saison 2018/19 gab er nochmals ein Comeback als Spieler: Für seinen Jugendklub Neumarkt kam er zu fünf Einsätzen in der achtklassigen 2. Klasse.

### Als Trainer
Bereits während seiner aktiven Karriere trat er zumindest ab der Saison 2009/10 als Trainer im Nachwuchsbereich der Union Neumarkt/Mühlkreis in Erscheinung und war zumindest bis zur Spielzeit 2011/12 als Nachwuchstrainer bei seinem Heimatklub engagiert. Babler arbeitete nach seinem Karriereende zunächst für Blau-Weiß Linz im Bereich Marketing und Organisation. Daneben trainierte er ab Sommer 2014 die U-10-Mannschaft des Klubs. Im Dezember 2014 wurde er Trainer der Zweitmannschaft der Linzer. Zur Saison 2016/17 wurde er Co-Trainer der Profimannschaft von Linz. Nach der Beurlaubung von Wilhelm Wahlmüller im September 2016 wurde er Co-Trainer von Sportvorstand und Interimstrainer David Wimleitner. Später blieb er auch Co des neuen Trainers Klaus Schmidt.
Im Dezember 2017 wurde er Trainer des viertklassigen SV Wallern. Im März 2019 trennte sich Wallern von Babler. Zur Saison 2019/20 wurde er Trainer in der Linzer Akademie, in der er die U-18 als Cheftrainer übernahm. Im Jänner 2020 übernahm er den Regionalligisten FC Wels und verließ ihn wieder im November 2020.